# 4-Hidroxibenzoil-CoA reductasa
La 4-hydroxibenzoil-CoA reductasa (EC 1.3.7.9) es una enzima que cataliza la siguiente reacción química: 
Por lo tanto los tres sustratos de esta enzima son benzoil-CoA, una ferredoxina que funciona como aceptor de electrones y agua; mientras que sus tres productos son 4-hidroxibenzoil-CoA, la ferredoxina reducida y iones hidrógeno.

## Clasificación
Esta enzima pertenece a la familia de las oxidorreductasas, específicamente a aquellas oxidorreductasas que actúan sobre grupos CH-CH como dadores de electrones utilizando otros aceptores.

## Nomenclatura
El nombre sistemático de esta clase de enzimas es benzoil-CoA:aceptor oxidorreductasa. Otros nombres por los cuales se la conoce son 4-hidroxibenzoil-CoA reductasa (deshidroxilante), y 4-hidroxibenzoil-CoA:(aceptor) oxidorreductasa.

## Papel biológico
Esta enzima se encuentra en algunas bacterias y arqueas que utilizan el benzoato como fuente de carbono, la enzima participa en el mecanismo de degradación del benzoato por medio de la unión a CoA